# Tommaso Vallauri
Tommaso Vallauri né à Chiusa di Pesio le 23 janvier 1805 et mort à Turin le 2 septembre 1897 est un philologue classique, latiniste et homme politique italien. Il a été sénateur du royaume d'Italie à la 15e législature.

## Biographie
Issu d'une ancienne famille piémontaise, il fut élève de Carlo Boucheron. Il enseigne l'éloquence latine et italienne à l'université de Turin. Il est l'auteur d'un Vocabulaire italo-latin et latin-italien, de l'Histoire de la poésie piémontaise et de l'Histoire des universités piémontaises. Il était membre de l'Académie des sciences de Turin, de la Crusca et des Lyncéens. Il est enterré au cimetière monumental de Turin.